# ヤン・ファン・デン・ヘッケ
ヤン・ファン・デン・ヘッケ (Jan van den Hoecke, 1611年8月4日 – 1651年)は、フランドルの画家。名前はJohannesもしくはイタリア名のGiovanniとも、姓は van Hoek、van Hoeck、Vanhoekなどと表記されることもある。日本における名前の音訳はヤン・ファン・デン・フーケとされることもある

## 生涯
ヤン・ファン・デン・ヘッケは1611年にアントウェルペンで生まれた。画家であった父親のガスパール・ファン・デン・ヘッケの元で修業した後、ピーテル・パウル・ルーベンス(1577-1640)の工房に入る。弟のロベルト・ファン・デン・ヘッケも画家である。
ヤンとその父は1635年にルーベンスの指揮下で、スペインの王子でスペイン領ネーデルラント総督のフェルナンド枢機卿のアントウェルペン入城を歓迎するための装飾の仕事に参加した。この中で描いた「Triumphal Entrance of Cardinal Prince Ferdinand of Spain」や「The Battle of Nördlingen」といった作品は現在ウフィツィ美術館に所蔵されている。ヤンはフェルディナント3世の命で1637年以降にオーストリアのポヘミティツに向かい、以後約10年間をそこで過ごす。彼はフェルディナント3世の弟レオポルト・ヴィルヘルム大公の肖像画も描いている。他には宗教画や寓意画が残っている。これ以前にローマに滞在していたこともあった。
ヤンの作品『悪徳と美徳に挟まれたヘラクレス』（ウフィツィ美術館）はルーベンスと、ルーベンスの弟子であったアンソニー・ヴァン・ダイクの影響が見られる。以降近現代に至るまでの間、師であるルーベンスによる作品と考えられていた作品が、研究が進むことによって現在ではヤン・ファン・デン・ヘッケ作となっているものもある。

## ギャラリー

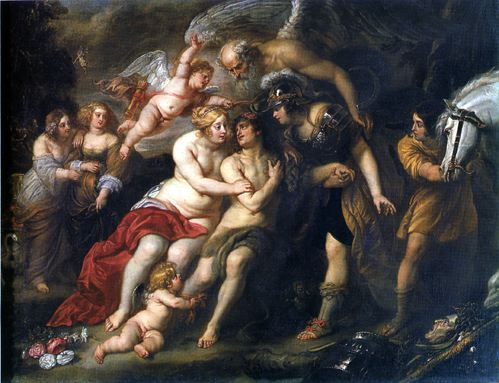
『悪徳と美徳に挟まれたヘラクレス』（ウフィツィ美術館）
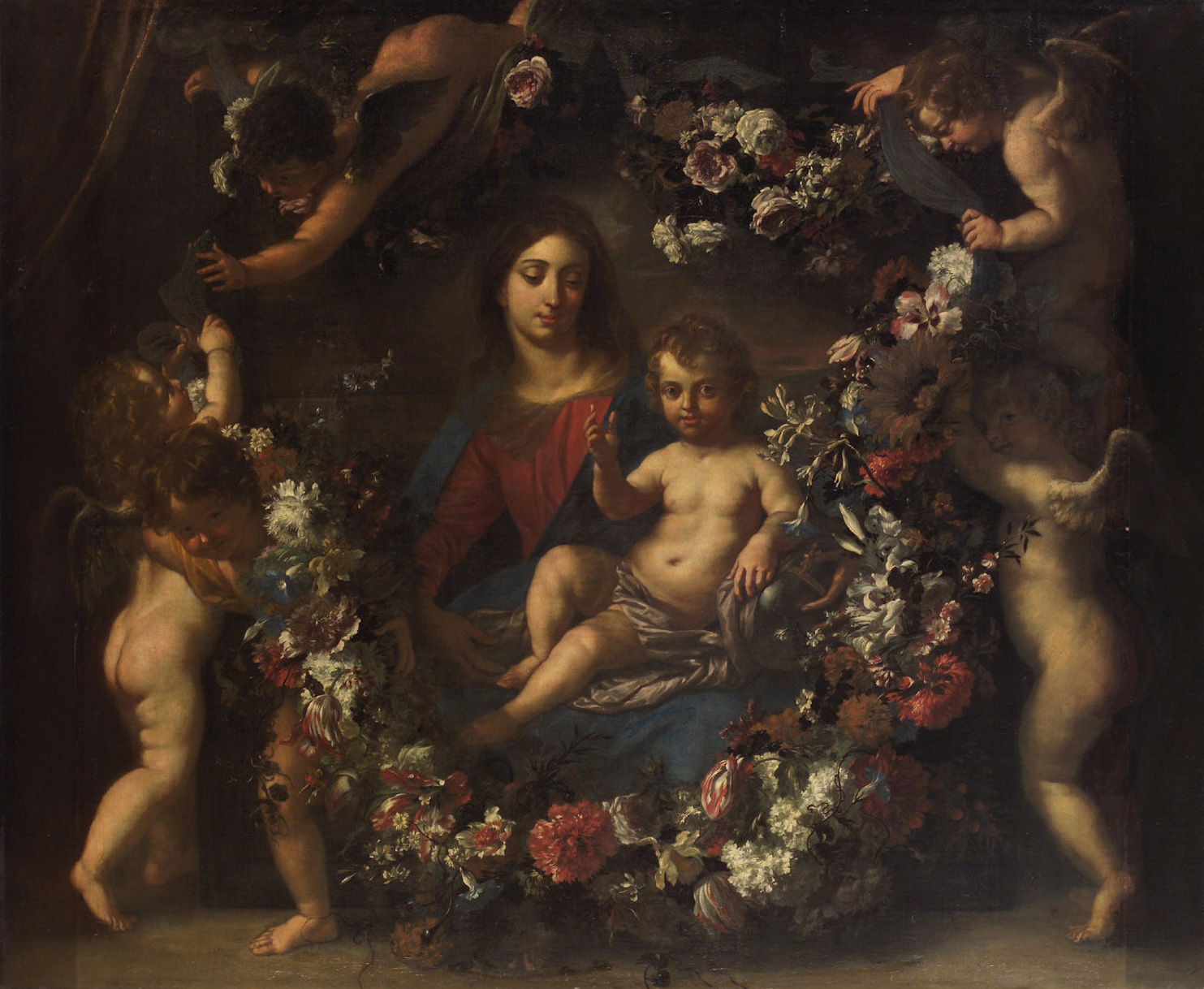
ヤン・ファン・デン・ヘッケ画 『聖母子』(c. 1635-1637) 美術史美術館
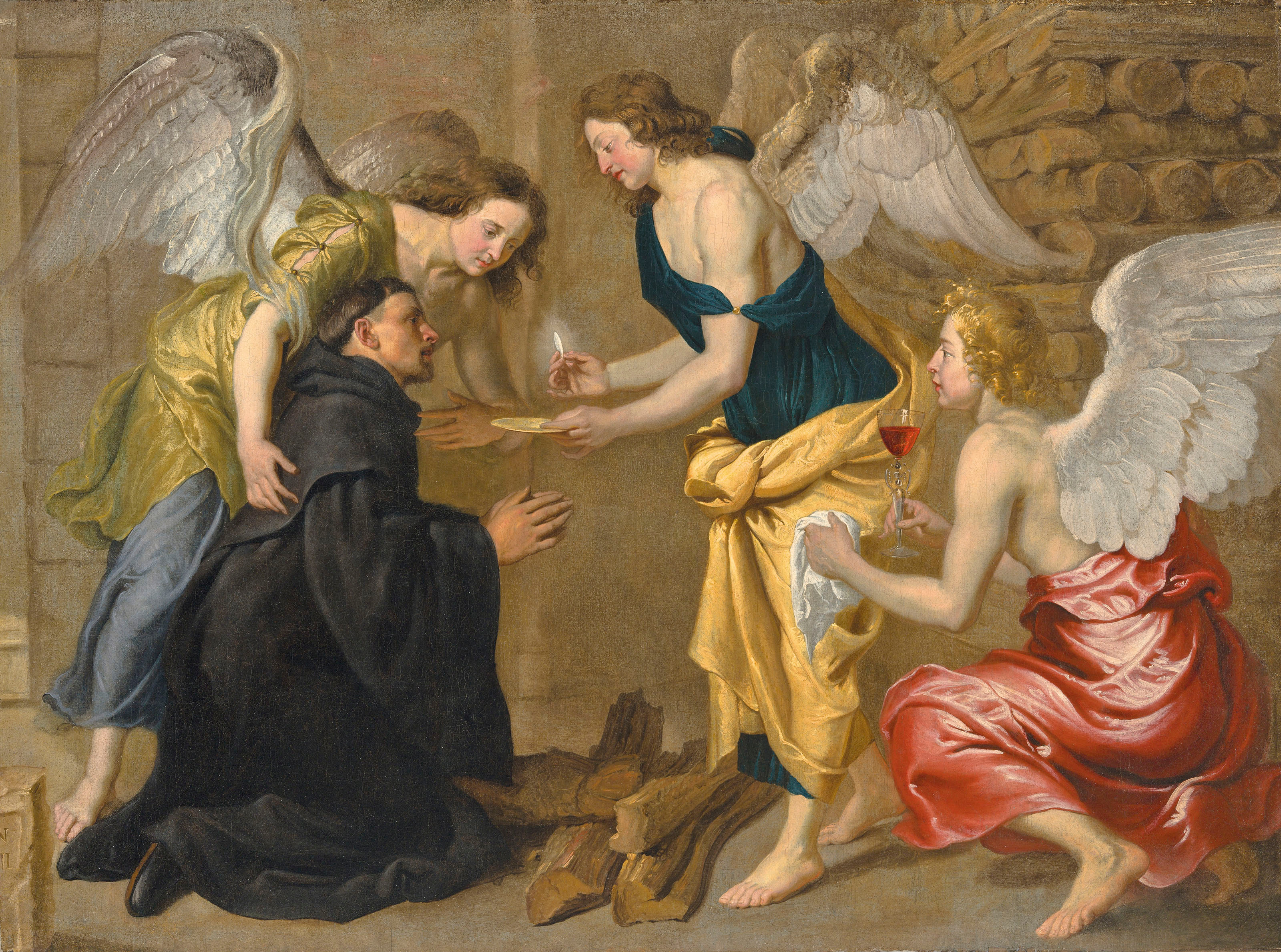
The Holy Communion of the Blessed Frederick of Regensburg

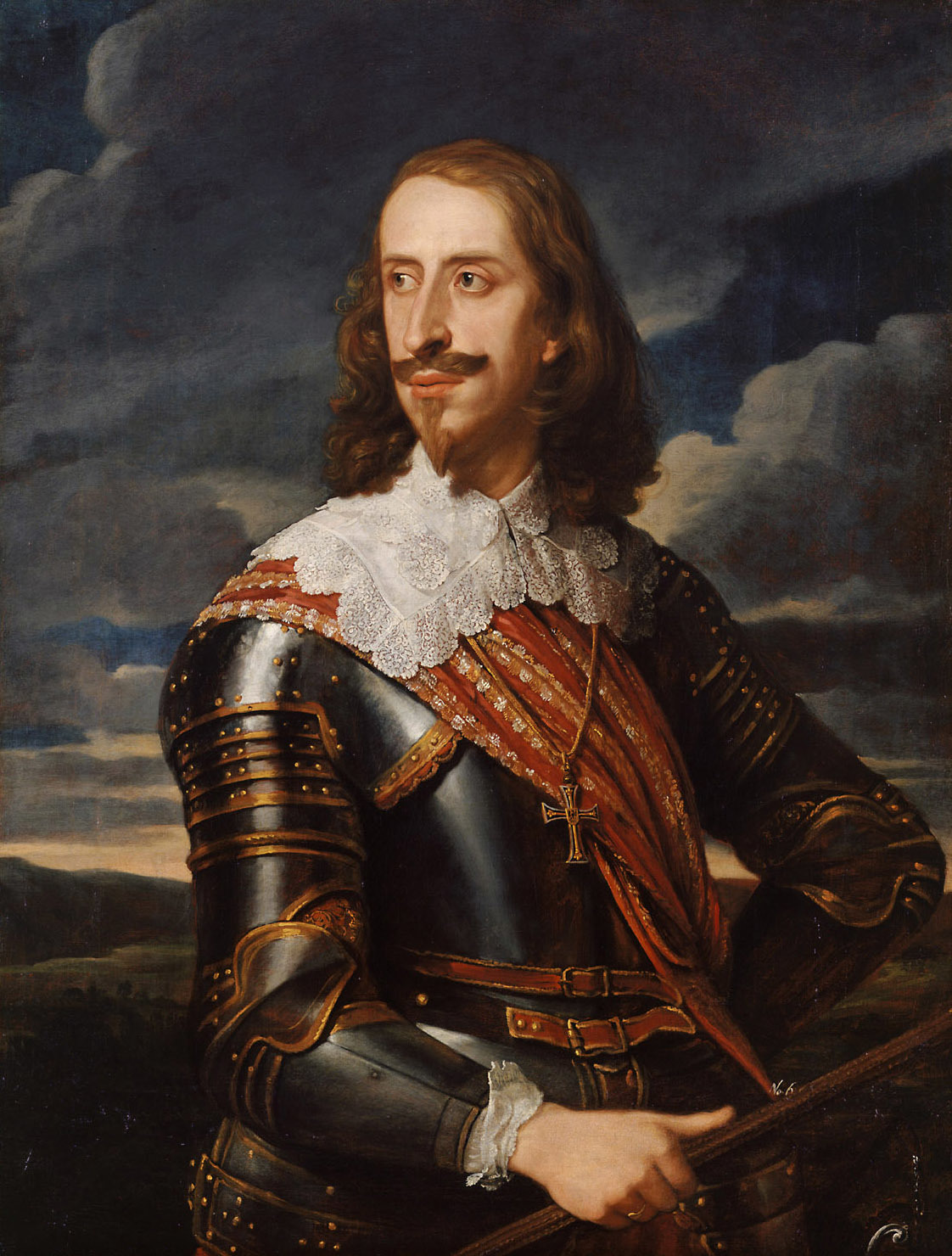
『レオポルト・ヴィルヘルム』
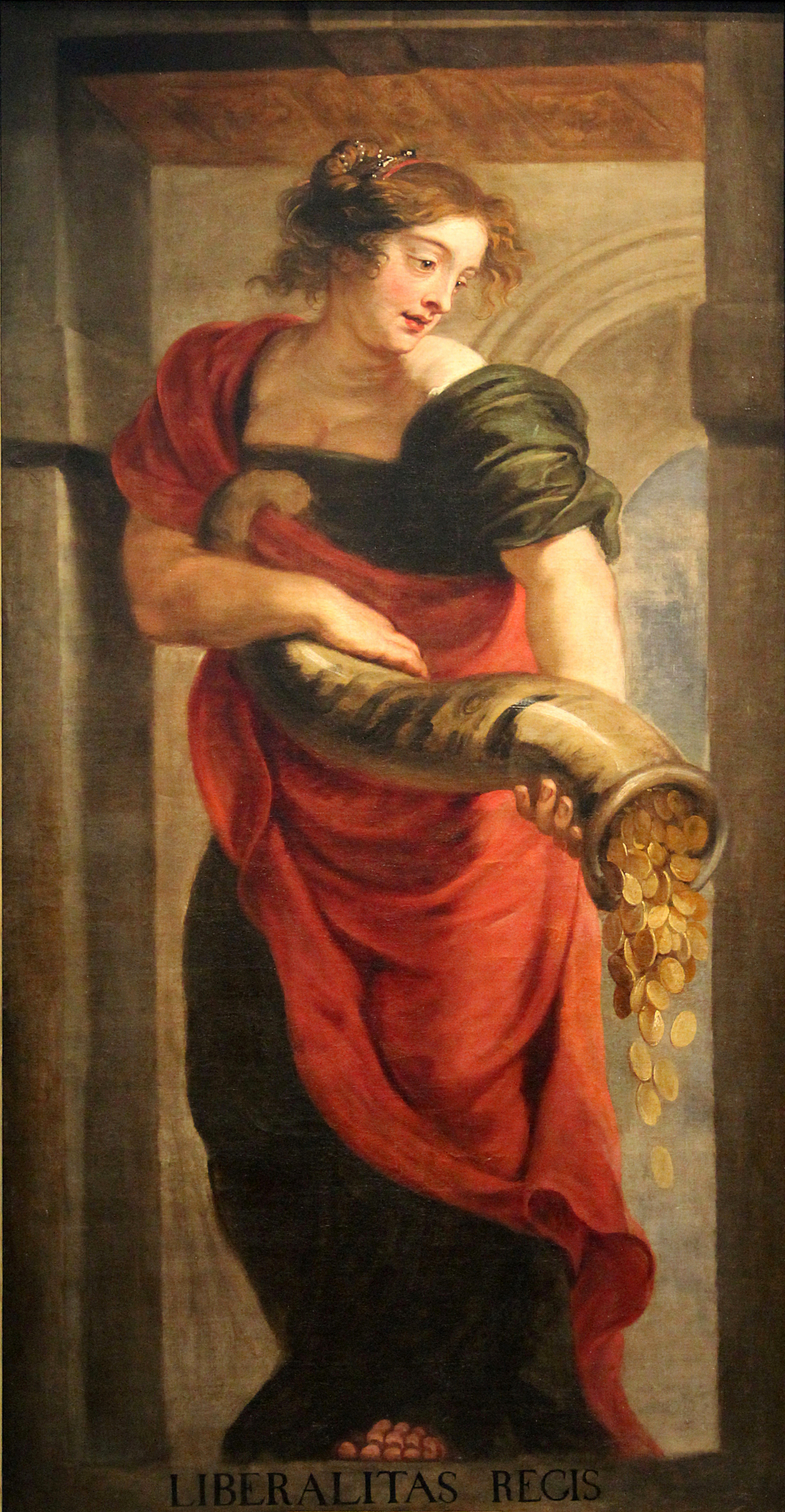
"王の気前"
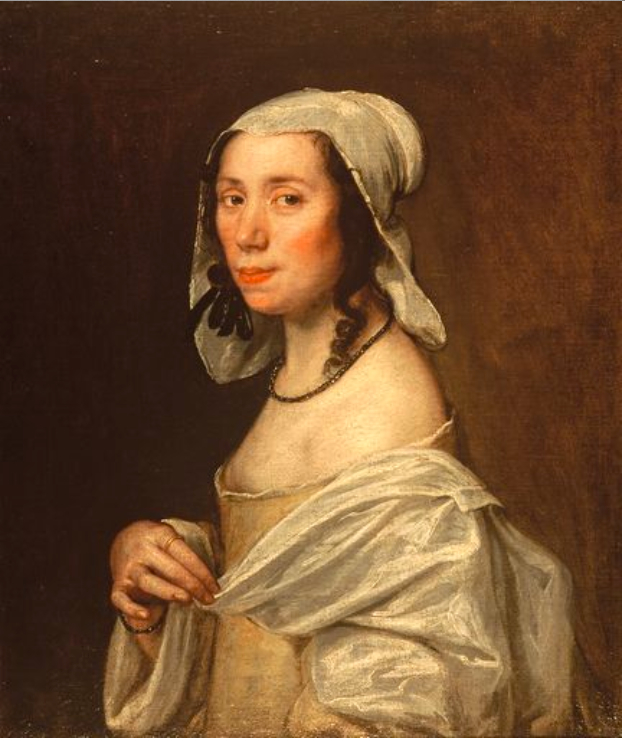
画家の妻の肖像
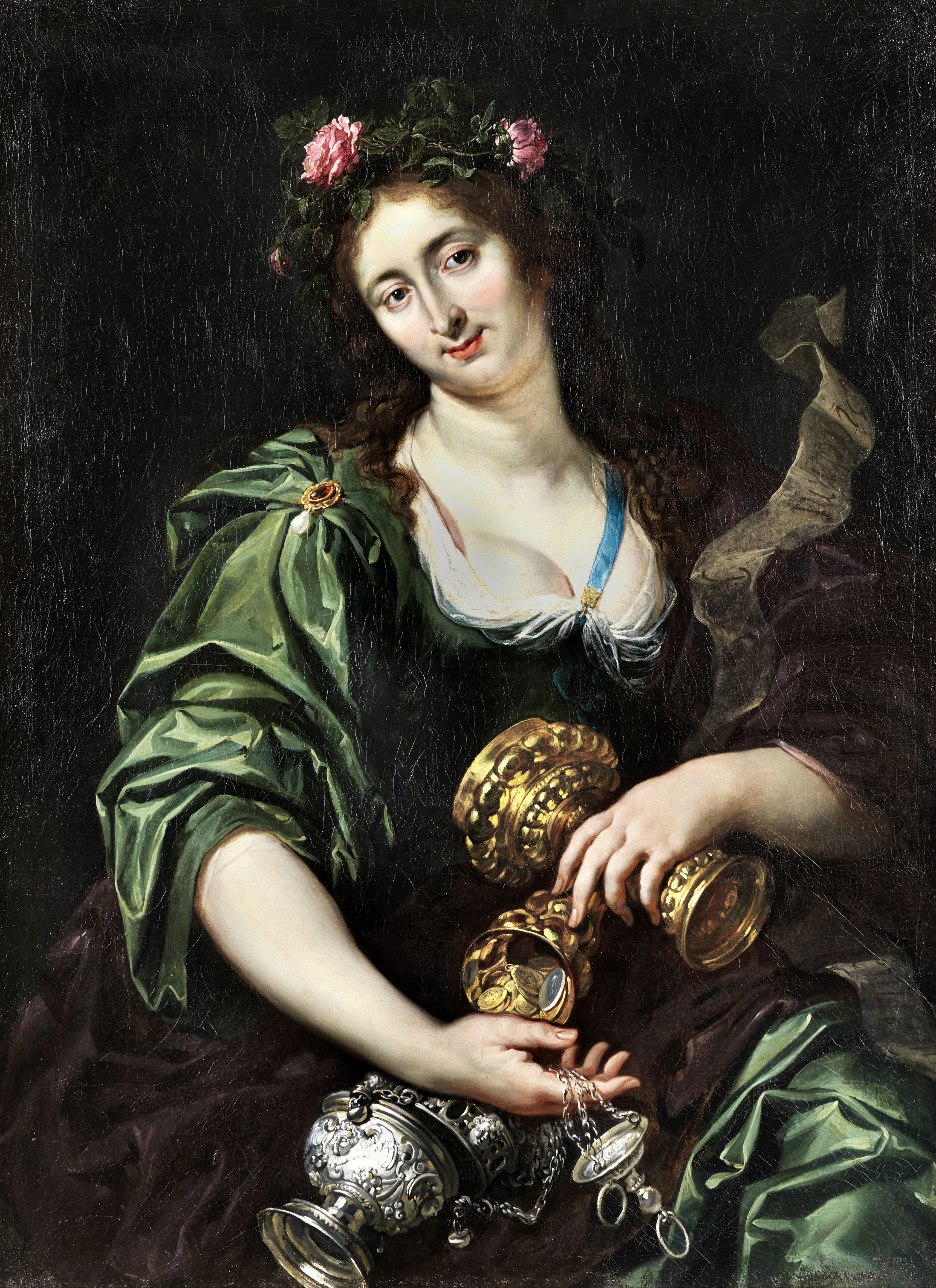